# Peuple Azumi
Le peuple Azumi (安曇族) est une peuplade du Japon antique qui aurait vécu au nord de l'île de Kyūshū, province de Chikuzen.

## Histoire
Ce peuple vivait au départ au nord de Kyushu et était réputé pour ses compétences en pêche et en navigation. On peut traduire le peuple Azumi par « le peuple qui vit sur la mer ». La raison qui a amené ce peuple marin dans ces régions montagneuses reste un mystère.[réf. souhaitée]